# 22989 Loriskopp
22989 Loriskopp è un asteroide della fascia principale. Scoperto nel 1999, presenta un'orbita caratterizzata da un semiasse maggiore pari a 2,8470452 UA e da un'eccentricità di 0,1569883, inclinata di 2,03122° rispetto all'eclittica.